# Akhmed Jevlojev
Akhmed Jevlojev (Emir Magas; født 1974) også kendt som Magomet Jevlojev var en ingusjietisk terrorist og officiel efterfølger til Sjamil Basajev.
Hans rigtige navn menes at være Ali Taziev og han var en tidligere ingusjietisk politimand indtil han tilsluttede sig tjetjenske separatister og terrorister. Jevlojev forsvandt sporløst i 1998 og blev erklæret officielt død i 2000.
Jevlojev var iblandt lederne af de grupper der i juni 2004 angreb en række ingusjietisk politistationer og dræbte over 90 ingusjietisk politi- og sikkerhedsfolk. Jevlojev. Han var også involveret i terrorangrebet mod en skole i september 2004 i byen Beslan i den sydrussiske republik Nordossetien, hvilket resulterede i en tre dages lang gidselaffære hvor mere 1.200 civile blev holdt fanget og afsluttede med en massakre der efterlod over 344 døde – heriblandt 186 børn.
Den 19. juli 2007 erklærede den omstridte hjemmeside KavkazCenter at Doku Umarov, præsidenten for den imaginære Tjetjenske republik Itschkeria, havde udnævnt Magomet Jevlojev som den nye militær-emir for de kaukasiske mujahidere (islamiske helligkrigere).